# Sacrifice
Pour les articles homonymes, voir Sacrifice (homonymie).
 (novembre 2010).
 (février 2010).
Le sacrifice (étymologiquement « fait de rendre sacré » ; du latin sacrificium, de sacer facere) désigne une offrande, en particulier de la nourriture, des objets voire des vies humaines ou animales, à une ou plusieurs divinités.
À l'origine, le terme de sacrifice s'emploie pour une grande variété d'actes. Habituellement, il est surtout utilisé pour les sacrifices sanglants. Dans le cas d'offrandes de nourriture ou de liquide, on parle de sacrifice non sanglant ou libation, et, dans le cas d'une portion du sol, d'inauguration. Le terme est également passé dans le langage courant pour désigner le fait de détruire ou laisser détruire stratégiquement une partie d'un ensemble en vue d'un objectif global jugé plus important : le sacrifice aux échecs, qui consiste à donner un pion, une pièce ou une qualité pour obtenir l'avantage, sacrifier une escouade afin de gagner notamment une bataille ou une guerre, ou au travail, et aux études.

## Sacrifice animal
Dans de nombreuses sociétés, comme celles de Grèce, les animaux jouent un rôle d'intercesseur avec les divinités, par le biais du sacrifice.

### Hindouisme
Dans des textes du Veda tels que le Yajur-Véda (TS 7.1-5, VSM 22–25) et le Rig-Véda (RV 1.162-163), on trouve mention de l'ashvamedha, sacrifice du cheval en sanskrit,.
Dans la Manusmṛti : « Tuer dans le sacrifice n'est pas tuer. Les plantes, bêtes domestiques, les arbres, les quadrupèdes et les oiseaux qui meurent pour le sacrifice accèdent à une vie supérieure par la suite. […] La hiṃsā [violence] telle qu'elle est enjointe par le Veda, strictement appliquée aux êtres mobiles et immobiles, n'est rien d'autre que l'ahiṃsā : c'est le Veda en effet qui fait connaître le dharma. »

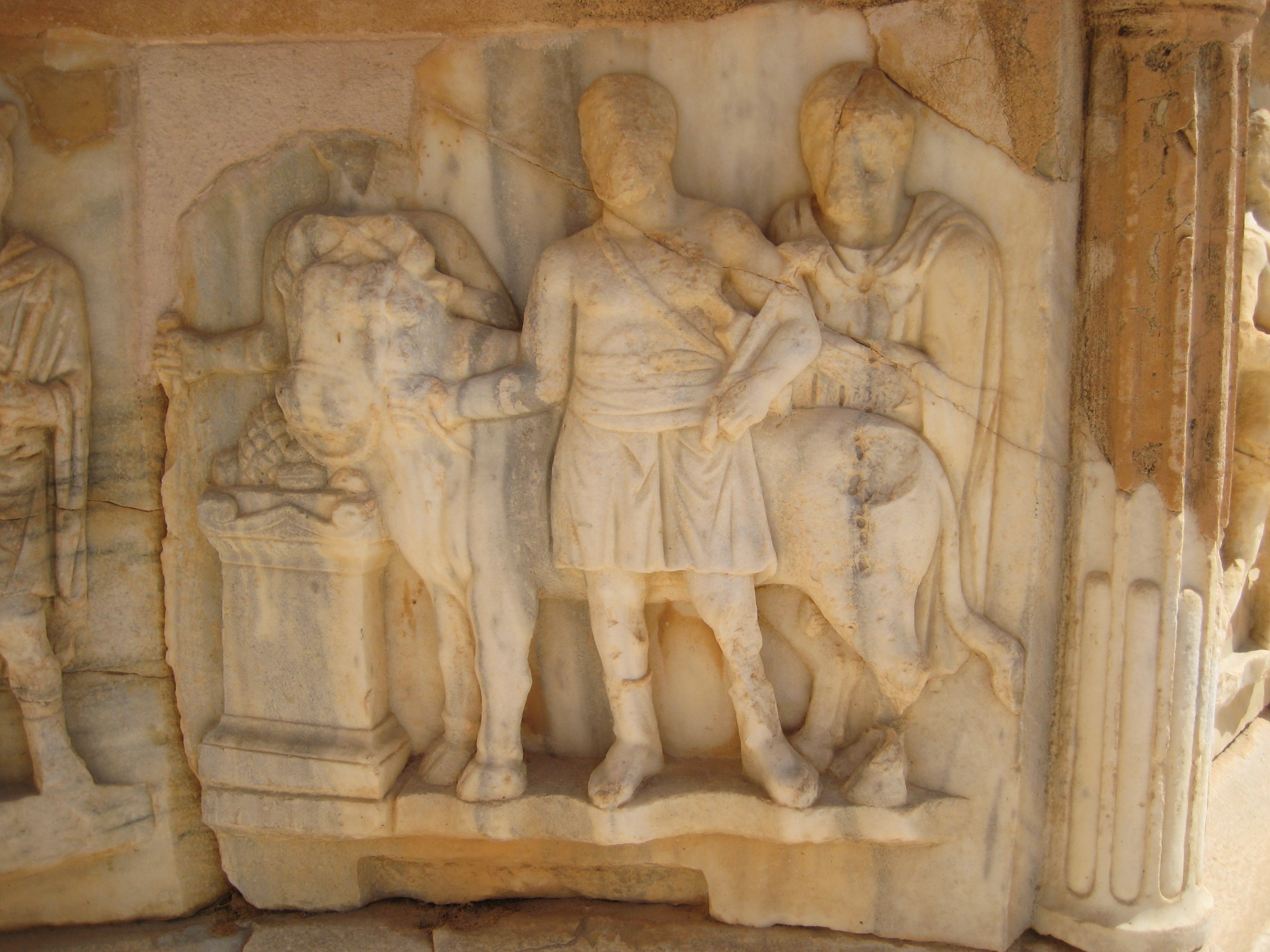
Présentation du taureau à sacrifier. L'exécutant (popa ou victimarius), debout du côté gauche (pars sinistra) de la victime, torse nu, tient la "hache pontificale" (securis pontificalis ou sacena) avec laquelle il va abattre la victime d'un coup frappé sur la tête, qui doit s'effectuer sans douleurs et cris impies et de mauvais augure, et le couteau (secespita) destiné au dépeçage de l'animal mort dont les chairs seront distribuées et les viscères inspectés. Relief du théâtre antique de Sabratha en Libye. Fin du IIe siècle.

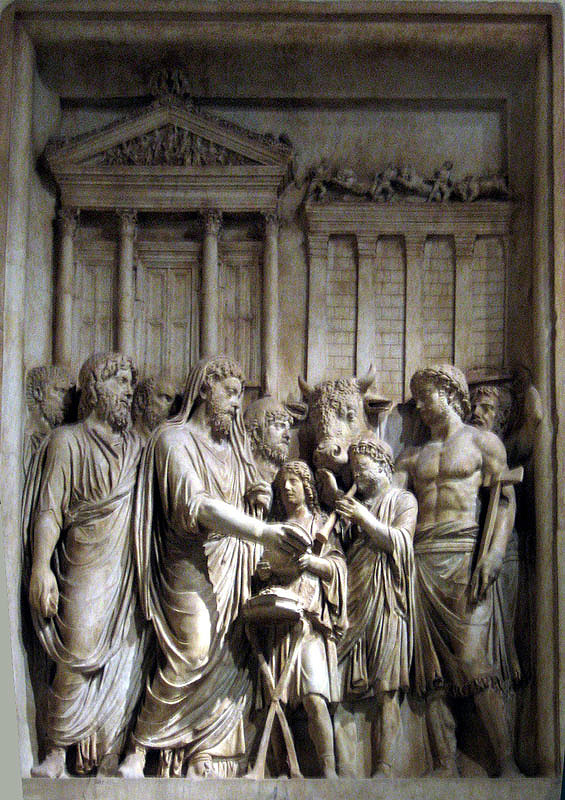
L'empereur Marc Aurèle préside à un sacrifice. Le victimaire placé du côté gauche (sinistre) de la victime porte la sacena, composée d'une hache et d'un marteau, avec laquelle il doit abattre la victime immédiatement, sans douleurs ni cris impies, d'un coup porté sur l'occiput de l'animal. Le flamen reconnaisable à son albogalerus orné d'une pointe (apex), est debout à droite (pars dextra) de l'animal.

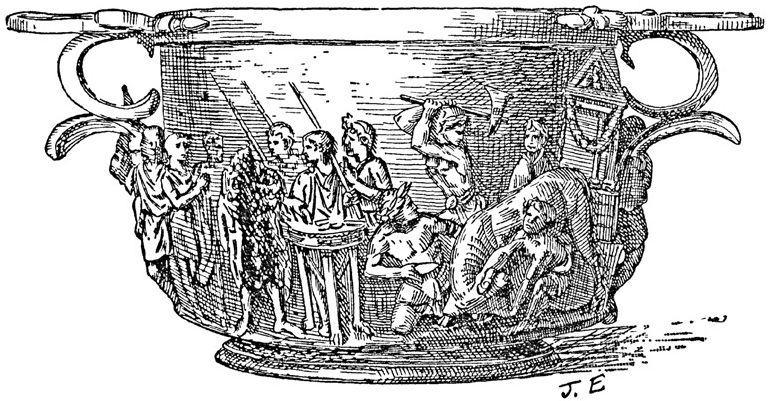
Sacrifice pour le triomphe de Tibère. Le victimaire frappe la victime à la tête avec la "sacena" ou hache pontificale, tandis qu'un aide agenouillé tient une secespita avec laquelle, après l'abattage, il va ouvrir la victime pour en extraire les "exta" destinés à être examinés par les haruspices, puis la dépecer pour en distribuer les chairs.

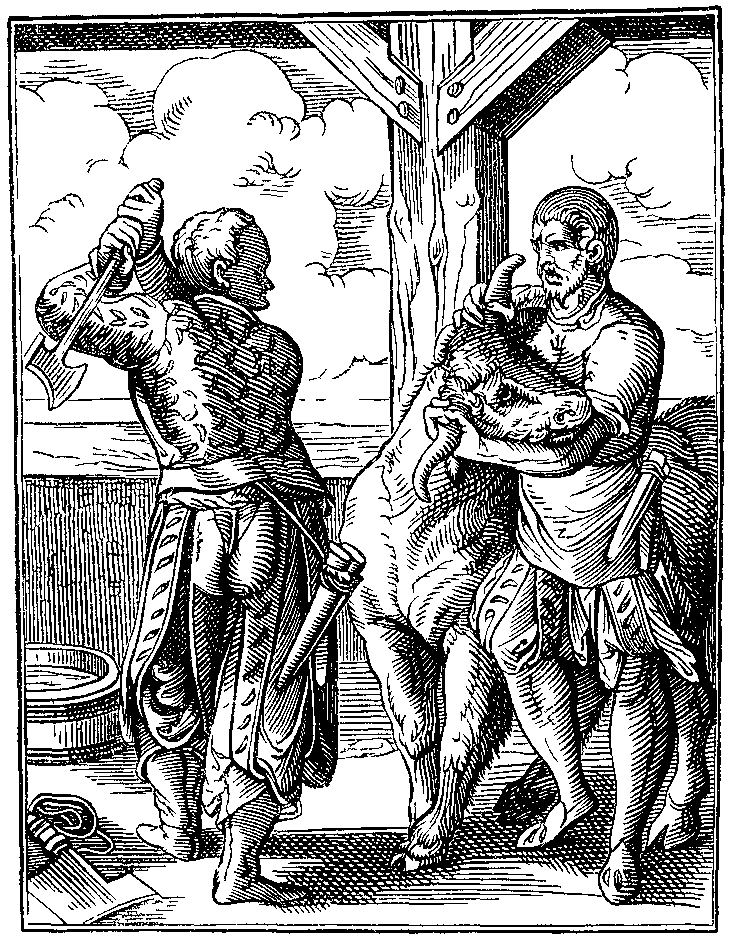
La tradition de l'abattage rituel romain d'un coup sur la tête avec la hache pontificale, sans souffrances animales de mauvais augure, est restée en usage traditionnel dans les abattoirs en Europe occidentale. Un boucher abat un bœuf au moyen d'un instrument ressemblant à la sacena, gravure du XVIe siècle.

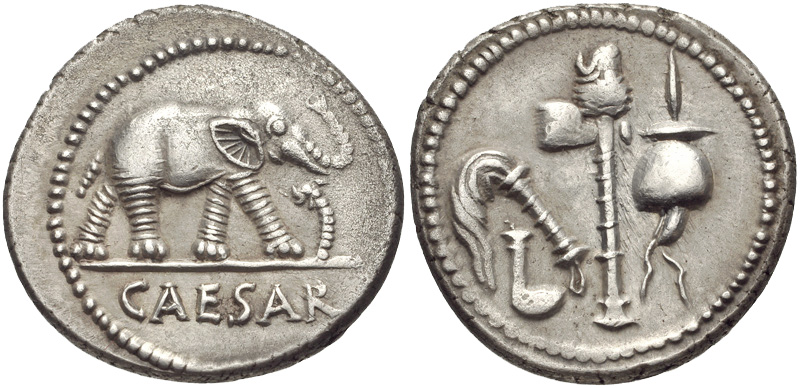
Denier de Jules César. Au revers, les instruments pontificaux du pontifex maximus : simpulum, aspersoir (aspergillum), hache pontificale (securis pontificalis ou sacēna ou aciēris, avec laquelle la victime était abattue d'un coup porté à la tête), et bonnet (albogalerus) avec l'apex des flamines. Un vase sacré (praefericulum) surmonte la sacena.

Il existe deux formes de sacrifice dans l'hindouisme populaire : le yāta est la mise à mort par décapitation ; le korata désigne aussi bien l’empalement de l'animal que son éventrement ou son égorgement.

### Bouddhisme
Avec le bouddhisme, conformément à la doctrine de l'Ahimsâ (non-violence, premier des Cinq Préceptes bouddhiques), le sacrifice sanglant perd la valeur rituelle qu'il avait dans le védisme. Le sacrifice est condamné comme une « chose mauvaise », cause de démérites et le végétarisme bouddhique est encouragé, sans être pour autant obligatoire.

### Grèce et Rome antiques

#### Grèce
Dans la mythologie grecque, c'est pour ne pas avoir sacrifié tous les nouveau-nés de l'année de son troupeau aux dieux Apollon et Poséidon, qui pourtant lui avait bâti une enceinte inexpugnable, que le roi de la ville de Troie, Laomédon, et ses sujets connaîtront leur courroux. La sphagia est un sacrifice (par égorgement) d'un animal avant le début d'une bataille : la façon dont s'écoulait le sang présageait de l'issue de l’affrontement.
Le théâtre grec antique témoigne de l'importance du sacrifice dans la vie de la cité. Selon l'avis de Théophraste, qui a traité des sacrifices dans diverses nations, il ne faut sacrifier que ce sur quoi les théologiens sont d'accord ; moins nous aurons soin de nous dégager de nos passions, plus nous dépendrons des mauvaises puissances, et plus il sera nécessaire de leur sacrifier pour les apaiser ; on sacrifie aux dieux avec l'intention de leur prouver le respect que l'on a envers eux, ou pour leur exprimer sa reconnaissance, ou enfin dans le but d'obtenir d'eux les biens dont on a besoin. L'eau est première dans les liturgies sacrificielles, avant les céréales ou autres graines à jeter sur l'animal sacrifié.

#### Les Samnites
Tite-Live raconte le cas d'un sacrifice monstrueux fait par les Samnites à l'époque de la guerre contre les Samnites vers 298 av. J.-C.
Lors de cette guerre, les jeunes nobles Samnites amenés près des autels où l'on sacrifiait des animaux devaient se dévouer aux dieux infernaux au cas où ils n'iraient pas combattre et ceux qui refusaient de prêter ce serment étaient égorgés devant les autels et leurs cadavres mêlés à ceux des animaux sacrifiés.
Le sacrifice est monstrueux sur ce point que des victimes humaines et animales sont abattues côte à côte. Pour Tite-Live, Romain attaché à l'antique pietas, il s'agit là d'un crime abominable et barbare, nefandum sacrum qui met le ius et le fas du côté des Romains.

#### Rome
À Rome, les comptes-rendus des frères Arvales constituent une des sources épigraphiques les plus précises en matière de sacrifices. Le Suovetaurile, sacrifice majeur, offrait trois victimes mâles, un verrat (sus), un bélier (ovis) et un taureau (taurus).

##### Abattage rituel romain
Dans l'abattage rituel romain, le prêtre officiant tenait l'animal du côté droit et l'exécutant ou victimaire (popa ou victimarius) se tenant debout du côté gauche (pars sinistra) abattait la victime en la frappant sur la tête au moyen d'un maillet (malleus) ou de la sacena ou hache pontificale (securis pontificalis) appelée aussi aciēris. L'animal, pour éviter l'impiété et les mauvais présages, devait être abattu d'un seul coup sans gémissements et sans souffrances impies, sinon il était considéré comme de mauvais augure et sa chair ne pouvait être consommée. Son corps préalablement inspecté et sa gorge devaient rester intacts. L'animal devait avancer tranquillement, sans résistance et sans violence vers l'autel. S'il émettait un cri de douleur (ululatum emisisset) après que le victimaire l'avait abattu, ou s'il tombait du mauvais côté sur le flanc gauche (latus sinistrum) les Romains croyaient qu'il annonçait de mauvais présages et que la victime avait été immolée contrairement à la volonté des Dieux. Après le sacrifice, le victimaire au moyen du couteau rituel (secespita) ouvrait l'animal pour permettre l'inspection des viscères (exta) par les haruspices, puis offrait et partageait les chairs aux dieux et aux hommes.

### Dans la Bible
Après le sacrifice de la fille de Jephté par son père, la substitution d'un bélier à Isaac, lors du « sacrifice » d'Abraham, marque l'abandon des sacrifices humains par la civilisation naissante. Les sacrifices rituels d'animaux prescrits au peuple d'Israël font l'objet de nombreux versets du Lévitique.
Pour les chrétiens, Jésus-Christ s'est sacrifié lui-même pour sauver le genre humain, tel que cela est relaté dans plusieurs versets du Nouveau Testament. La théorie mimétique de l'anthropologue René Girard, dans son développement, en vient à distinguer le sacrifice primaire (une collectivité met à mort une victimaire émissaire) d'un sacrifice secondaire (inauguré par les prophètes, achevé par Jésus dans une version considérée comme parfaite et imité par les martyrs), avec ceci d'intéressant que le secondaire révèle l'existence du primaire. En prédisant son propre lynchage émissaire et en acceptant d'être la victime des peuples de son temps (et d'un point de vue anthropologique de toute l'humanité), Jésus révèle le mécanisme émissaire en place depuis l'apparition d'homo sapiens voire des espèces humaines précédentes. Le Dieu des chrétiens refuse les sacrifices alors que les dieux païens multiplient les meurtres eux-mêmes et en réclament dès qu'ils se sentent offensés, ou plus exactement quand des membres de la communauté ont transgressé des interdits.
Quoique les modernes sachent bien que les boucs émissaires sont innocents, cette innocence étant même intégrée dans la signification de cette locution, il s'agit d'une révélation pour les contemporains de Jésus : les « Grecs » (ou les polythéistes) ne savent pas qu'ils produisent des sacrifices pour réguler la violence profane et pacifier les relations ; de leur point de vue, celui que nous autres modernes appelons « bouc émissaire » est coupable. Jésus renverse la façon de voir la scène du sacrifice et fait passer d'une victime active avec une foule passive à une victime passive avec une foule active. La célébration de l'Eucharistie, qui réitère la mort et la résurrection de Jésus, est dénommée dans le monde catholique « Sacrifice non sanglant ».
Jésus dans l'évangile selon Mathieu condamne le sacrifice des animaux.
- « 9.13 : Allez, et apprenez ce que signifie : Je prends plaisir à la miséricorde, et non aux sacrifices. Car je ne suis pas venu appeler des justes, mais des pécheurs. »
- « Mais si vous saviez ce que signifient ces paroles : je veux miséricorde, et non pas sacrifice, vous n'auriez pas condamné ceux qui ne sont point coupables. »

Néanmoins, toujours dans l'évangile de Matthieu, Jésus autorise des démons à prendre possession d'un troupeau de porcs pour épargner des hommes que ces démons possédaient alors.
- « 8. 28 à 32 :

28 Lorsqu'il fut à l'autre bord, dans le pays des Gadaréniens, deux démoniaques, sortant des sépulcres, vinrent au-devant de lui. Ils étaient si furieux que personne n'osait passer par là.
29 Et voici, ils s'écrièrent : Qu'y a-t-il entre nous et toi, Fils de Dieu? Es-tu venu ici pour nous tourmenter avant le temps?
30 Il y avait loin d'eux un grand troupeau de pourceaux qui paissaient.
31 Les démons priaient Jésus, disant : Si tu nous chasses, envoie-nous dans ce troupeau de pourceaux.
32 Il leur dit : Allez! Ils sortirent, et entrèrent dans les pourceaux. Et voici, tout le troupeau se précipita des pentes escarpées dans la mer, et ils périrent dans les eaux. »
Cependant, même si ce passage ne parle pas d'un sacrifice au sens d'offrande à une divinité particulière, il peut s'en rapprocher par les méthodes et la finalité (la mort animale autorisée par un personnage se disant divin ou proche d'une divinité).

### Islam
L'aïd el-Kebir qui commémore le sacrifice (ou Dhabiĥa) d'Ibrahim est la fête musulmane la plus importante. À la différence que chez les musulmans, il s'agit d'Ismael et non d'Isaac qui aurait été mené pour être sacrifié. Elle marque chaque année la fin du Hajj (pèlerinage à La Mecque), le dernier mois du calendrier musulman. Chaque famille musulmane, dans la mesure de ses moyens, sacrifie un mouton, ou un autre animal, en l'égorgeant couché sur le flanc gauche et la tête tournée vers La Mecque.
Extrait du Coran, sourate II, 196 :

« Et accomplissez pour Dieu le pèlerinage et l'Umra. Si vous en êtes empêchés, alors faite un sacrifice qui vous soit facile. [...] Quand vous retrouverez ensuite la paix, quiconque a joui d'une vie normale après avoir fait l'Umra en attendant le pèlerinage, doit faire un sacrifice qui lui soit facile. S'il n'a pas les moyens, qu'il jeûne trois jours pendant le pèlerinage et sept jours une fois rentré chez lui, soit en tout dix jours. [...]. »

### Vaudou
Le Vaudou encore appelé culte des Orisha chez les Yoruba, représente un objet dans le quel une divinité est incarnée. Donc le sacrifice dans ce culte des ancêtres en Afrique noire est effectué selon la demande de chaque divinité. Principalement nous avons 5 divinités dont celui qui gouvernent l'air, l'eau, la terre, le feu et la connaissance ( ana ). Tous les 5 principaux divinités sont nommées selon chaque langue locale.
Pour la grande race des Ewé le sacrifice est effectué par Togbui, Hũ Sĩ ou Hũ Ga qui représente le prêtre ou la prêtresse d'une divinité après avoir consulté le Fa qui est une base fondamentale dans l'adoration chez les Ewé encore appelé Hamu. On dédit soit même comme premier sacrifice à l'être suprême qui a en son sein l'énergie de l'homme et la femme. Puis vient la libation. Après il y a le sacrifice de farine, sacrifice d'animaux, d'oiseaux, de céréales, tubercules, fruits, etc. Les cérémonies sordides démontrent la véritable face de ceux qui n'ont pas le don d'exercer cette activité noble de prêtre ou de prêtresse et qui sont parfois convoqués devant une juridiction légales pour qu'ils répondent de leur actes. Le sacrifice humain est une malédiction dans le culte des ancêtres ou du vaudou cependant en opposé il existe des esprits maléfiques qui réclament le sacrifice humain et la malédiction s'abbat sur ceux qui font ce pratique quelques soit leur protection vis à vis de la nature humaine.
Le sacrifice sert d'offrande pour appaiser les esprits en colère parfois contre les actes souillé envers les divinités ou les principes de la nature. Pour demander la faveur d'une divinité on lui offre un offrande qu'il désir afin de bénéficier sa bénédiction ou protection. Lors des fêtes traditionnelles l'offrande est primordiale pour réjouir et accueillir l'esprit des ancêtres avant le démarrage de toutes activités comme celui exécuté lors de la fête du vaudou au Bénin.

## Sacrifice humain

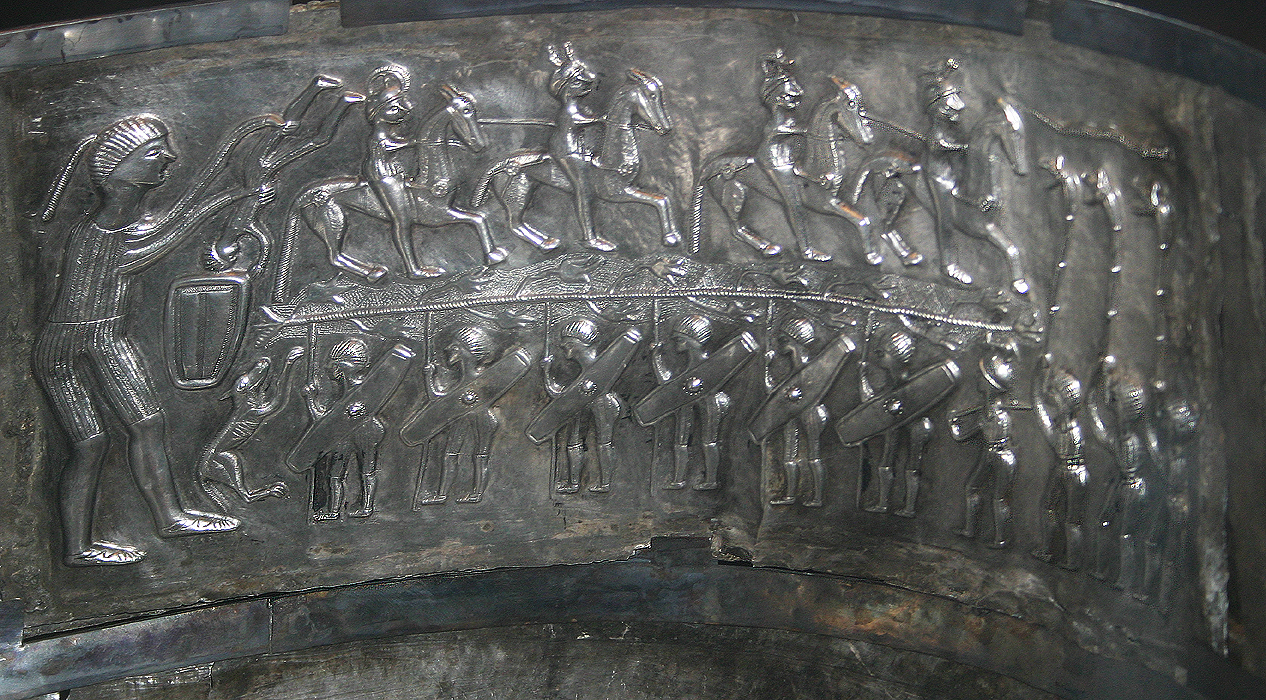
Les Celtes pratiquaient le sacrifice humain par immolation dans le feu ou noyade dans de grands récipients, comme l'illustre peut-être le panneau du chaudron de Gundestrup qui montre un dieu à taille humaine plongeant un guerrier la tête la première dans un chaudron.

L'origine des sacrifices humains est inconnue mais pourrait remonter au moins au paléolithique supérieur. Il semble cependant que les pratiques sacrificielles ont toujours été hiérarchisées et que le sacrifice humain était le dernier et le plus puissant recours en cas de détresse extrême. Au sein des sacrifices humains, il existait également une gradation, le sang d'un esclave ennemi n'ayant pas la même valeur sacrificielle que celui d'un fils de roi. Lorsqu'une société se sent forte, elle peut bannir ces sacrifices humains dont elle ne ressent plus le besoin, mais cela ne l'empêche pas pour autant de renouer avec cette pratique lorsqu'elle se retrouve menacée.
Actuellement, plus aucune des principales religions ne pratique le sacrifice humain en tant que rite. Cependant, certains comportements contemporains aboutissant à la mise à mort d'êtres humains, comme la peine de mort, bien que non reliés à une pratique explicitement religieuse, sont parfois analysés comme des sacrifices humains sociétaux.

### Meurtre rituel
Les premières traces de meurtre rituel remonteraient au paléolithique et seraient un vestige d'un culte des crânes. Les participants en extrayaient la matière grise pour s'en nourrir au cours d'un banquet rituel. En fait, on sait peu de choses sur les religions préhistoriques. Les rares témoignages sont difficiles à interpréter. Dans un premier temps, il est possible que ces crânes vidés de leur substance fussent ceux des défunts de la communauté, dont on absorbait l'âme. Mais certaines civilisations montrent des sujets jeunes présentant les mêmes blessures. L'anthropophagie rituelle fascine les ethnologues et les anthropologues qui la rencontrent en Océanie, en Afrique et dans le Nord de l'Amérique latine et en Europe. L'étude de l'une de ces civilisations a permis récemment de comprendre les causes d'une encéphalopathie transmissible, le kuru, proche de la maladie de Creutzfeldt-Jakob.

### Sacrifice de l'ennemi

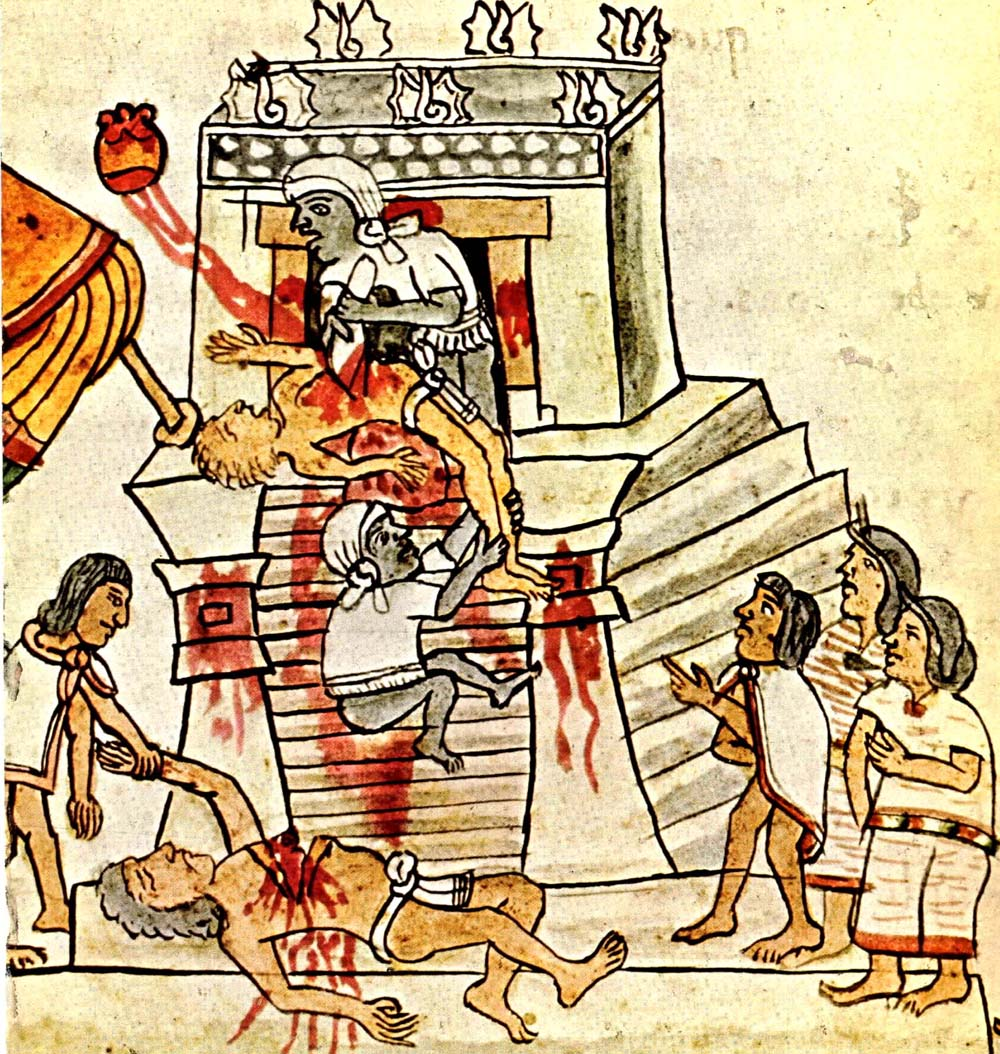
Sacrifice aztèque, Codex Mendoza.

C'est une part de butin qui est ainsi offerte aux dieux, et une façon de s'approprier la force de l'ennemi. Presque toutes les civilisations primitives ou archaïques l'ont pratiqué. Les sacrifices humains sont attestés chez les Gaulois par les fouilles des puits sacrificiels.
Selon Hernán Cortés (conquistador espagnol), les Aztèques offraient ainsi des milliers de prisonniers de guerre dont le cœur était arraché pour nourrir le soleil et lui donner la force de se lever chaque jour. Le corps des prisonniers était réparti et partagé entre tous les habitants.

### Sacrifice des enfants

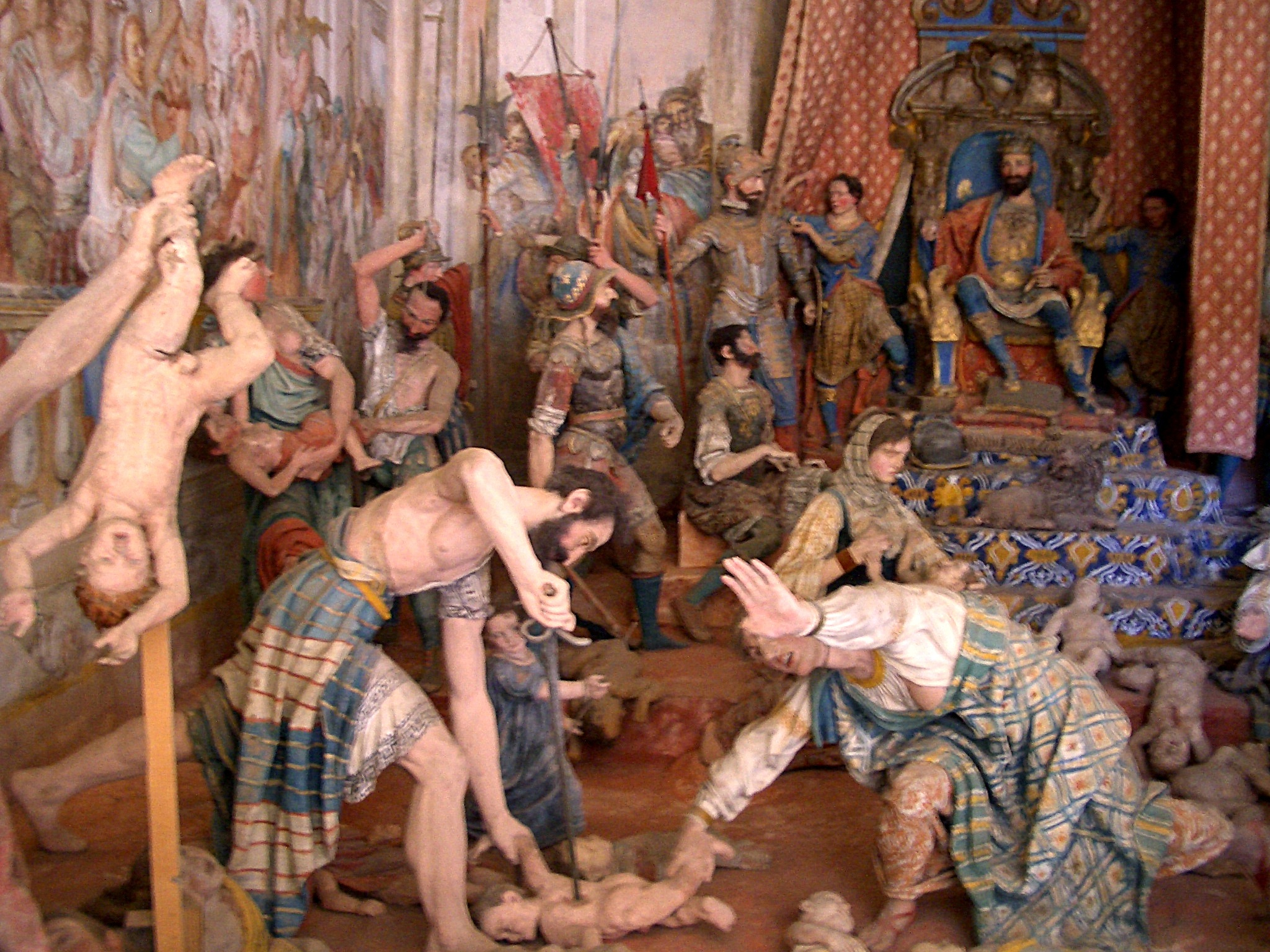
Massacre des innocents par Giacomo Paracca, 1587.

En face du sacrifice de l'ennemi, d'autres civilisations ont préféré le sacrifice des enfants, êtres innocents par excellence. Nombre de cosmogonies, telle celle de Cronos présentent le récit d'un dieu dévorant ses enfants. Dans la Palestine ancienne, les cultes cananéens virent perdurer le sacrifice des enfants jusqu'au premier millénaire avant l'ère chrétienne. Ce sacrifice est appelé MLK, royal, d'où la Bible a tiré l'idée fausse du culte de Molok (Moloch). En fait, le sacrifice s'adressait à Baal, divinisation du pouvoir politique. On s'accorde donc à dire aujourd'hui que le molek n'était pas une divinité mais le nom du rite sacrificiel. Les Phéniciens sacrifiaient ainsi des enfants au dieu Baal, les Carthaginois à Ba'al Hammon et/ou à Tanit pour obtenir la faveur du dieu, ou à Tanit seule lors de rites de fécondité.
Au Moyen Âge, spécialement pendant les épidémies de peste noire, les Juifs étaient facilement accusés de sacrifier des enfants chrétiens, et souffraient souvent de ces accusations (voir accusation de crime rituel contre les Juifs). La ligature d'Isaac dans le judaïsme et l'Aïd al-Kebir dans l'islam commémorent l'abandon du sacrifice des enfants en leur substituant un bélier, animal de grand prix car reproducteur. On sacrifie donc une source de revenus monétaires dans une civilisation où le numéraire est rare. Au « sacrifice d'Isaac » par Abraham répond le sacrifice de la fille de Jephté, en accomplissement d'un vœu plus général, et pour laquelle aucune substitution n'est réalisée. La littérature talmudique reproche abondamment à Jephté l'accomplissement du vœu qu'il avait formulé. La critique exprimée par le midrach touche également le prêtre PinHas, qui aurait dû contribuer à l'annulation de ce vœu contraire à la loi juive.
La mythologie grecque connaît deux traditions narratives du sacrifice d'Iphigénie. Racine nous transmet celle où aucune substitution n'est nécessaire. Dans un autre récit, une biche survient au dernier moment et de sacrifiée, Iphigénie devient sacrificatrice en immolant la bête. Préposée au sacrifice des prisonniers étrangers, elle refusera de sacrifier Oreste, son frère, déclarant qu'il suffisait de le purifier. Son geste symbolise la fin du sacrifice humain dans la Grèce ancienne.

## Typologie

### Dans le monde indo-européen
Selon Jean Haudry, il existe dans le monde indo-européen deux formes principales de sacrifice aux dieux célestes : la forme ancienne dans laquelle les dieux descendent sur l'aire sacrificielle, la forme récente dans laquelle l'offrande monte jusqu'à eux. L'Inde védique connaît les deux formes. La Grèce et Rome gardent des résidus de la pratique ancienne. La forme ancienne était la forme normale du sacrifice dans le monde germanique. Ainsi selon Jan de Vries, « la fête rituelle était un repas pris en commun avec les dieux ».

### Les types de sacrifice dans l'Ancien Testament
Divers types de sacrifices sont décrits dans la Bible.

« Le prince se chargera des holocaustes, de l'oblation et de la libation pendant les fêtes, les néoménies, les sabbats et toutes les assemblées de la maison d'Israël. C'est lui qui pourvoira au sacrifice pour le péché, à l'oblation, à l'holocauste et aux sacrifices de communion pour l'expiation de la maison d'Israël. » (Ézéchiel, Ez 45,17, trad. Bible de Jérusalem) »

Ils sont réalisés de différentes manières. Par exemple, l'holocauste et le sacrifice d'oblation sont totalement consumés, alors que lors du sacrifice de communion, les parties non consumées sont partagées entre les offrants et que lors du sacrifice pour le péché, les restes sont jetés à l'extérieur du sanctuaire.

### Offrande

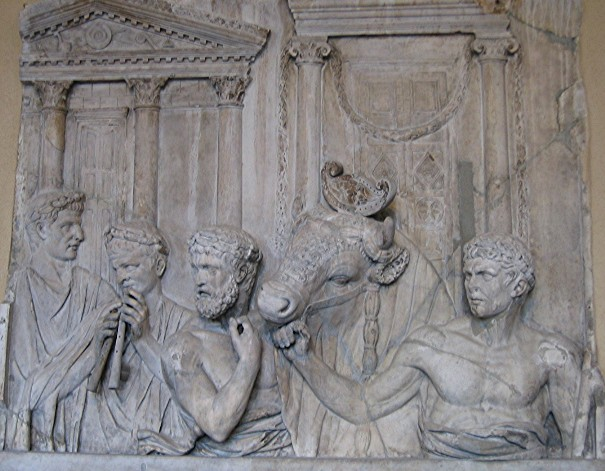
Préparatifs d'un sacrifice, Rome, IIe siècle.

D'une façon la plus commune, le sacrifice est un don fait au(x) dieu(x) ou esprit(s), une offrande ; on parle alors de sacrifice « latreutique ». S'il est donné aux fins de rendre grâce pour un bienfait passé, il est dit « eucharistique ». Enfin, s'il est donné en vue d'obtenir d'autres bienfaits, il est dit « impétratoire ». Le destinataire peut être une entité précise et déterminée, un groupe d'entités, voire une entité inconnue de celui qui fait le sacrifice (cas des abandons de choses à l'extérieur).
Un tel sacrifice-donation doit évidemment porter sur des objets adaptés au donataire :
- un animal sans défaut (ainsi Lévitique XVI, 20-28 définit le bouc émissaire)
- ou inversement, un individu portant la marque divine, sous forme d'une couleur ou d'un défaut rare et spécifique).

Il peut être accepté ou refusé (par exemple : le feu qui doit consommer l'objet ne prend pas). Des spécialistes sont chargés de déterminer ce qu'il en est et comment cela doit être interprété, notamment par rapport aux événements futurs.

### Apothéose

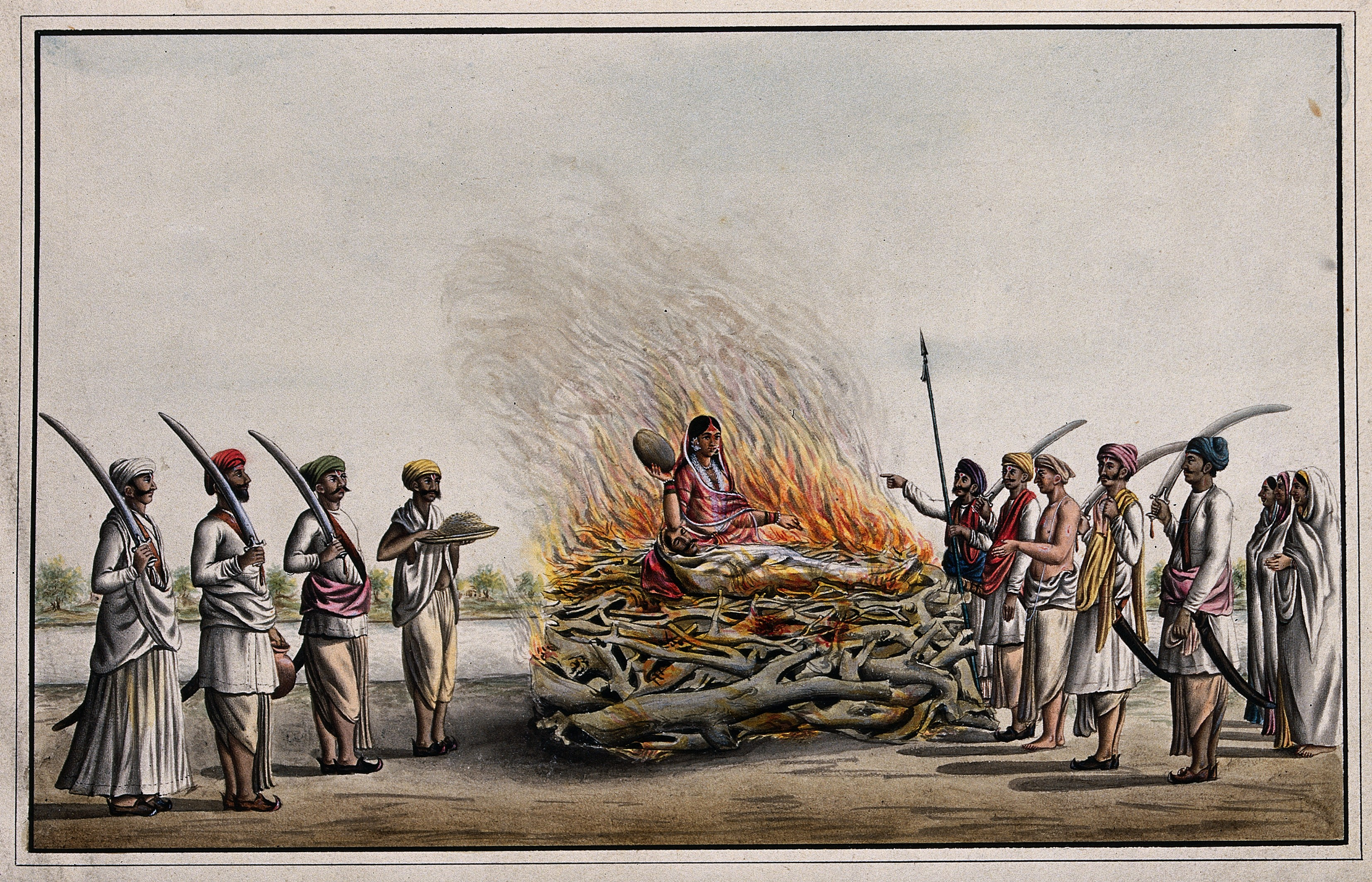
Suttee : épouse sur le bûcher près du cadavre de son mari

Plus rarement, le sacrifice est explicitement une divinisation, une apothéose, et donc un véritable « cadeau » non pas aux dieux mais à la chose ou personne sacrifiée. Les pratiques funéraires relèvent de la même logique, le défunt rejoignant le monde des « esprits », bien que cela soit maintenant assez implicite et que le lien avec la divinité soit moins vu. Les pratiques funéraires incluent parallèlement à ce sacrifice-apothéose des offrandes de choses propres au défunt (armement, bijoux, objets quotidiens…). La frontière entre les deux types de sacrifice peut d'ailleurs s'estomper dans ce cas : autant le sacrifice du cheval ou du bateau du défunt est clairement une donation, autant le sacrifice de la veuve (connu de nombreuses civilisations, et qui subsistait en Inde au moins jusqu'au XIXe siècle : sati) est plus ambigu, et variable selon la place de la femme dans la société (c'est-à-dire si les femmes sont ou non dotée d'une « âme », une capacité à passer dans le monde des esprits comme une personne à part entière).
Enfin, et plus communément, si l'apothéose consacre (littéralement) les vertus du défunt, le sacrifice peut être suscité par les défauts (réels ou supposés) de la victime, ce qui la transforme en une sorte de démon. L'ironie et l'ambiguïté de la chose est que les survivants en déduiront (ou conforteront) des règles sur les comportements adéquats, dont le démon incarne l'opposé, ce qui fait de lui à la fois une force négative et l'origine de l'ordre. Ainsi le démon devient-il dieu, par une sorte d'apothéose inverse. En Amérique du Nord, les Natchez pratiquaient des sacrifices humains à l'occasion des funérailles de leur Grand Soleil ou de leur Grande Reine.

## Profanation

### Espace sacré
Dans les sociétés anciennes, le trait de sillon s'accompagne d'un sacrifice le plus souvent humain. Ainsi s'interprète le meurtre de Rémus par Romulus (source : école américaine).
La disposition du temple se conçoit donc comme un intérieur et un extérieur géographiques matérialisant la séparation cosmologique du eux (les impurs) contre nous (les purs, les intègres). Dans ce sens, tous les groupes fortement intégrés reposent sur des mécanismes de discrimination.

« Ils ne peuvent exister sans ennemis ni victimes sacrificielles et dépendent donc de la répétition constante du mensonge sur l'ennemi s'ils veulent parvenir à un degré de stress autogène nécessaire à la stabilisation interne. […] Il n'est nul besoin de croire aux dieux ; il suffit de se rappeler la fête meurtrière constitutive pour savoir en quoi ils nous concernent. Le souvenir angoissé d'un crime caché est ce qui constitue la religiosité profonde des cultures anciennes ; dans cette ambiance religieuse, les peuples sont proches des mensonges et des spectres qui les fondent. Dieu est l'instance qui peut rappeler à ses adeptes le mystère occulté de la faute. »

— Peter Sloterdijk Finitude et ouverture - vers une éthique de l'espace - 330e conférence de l'université de tous les savoirs donnée le 25 novembre 2000)

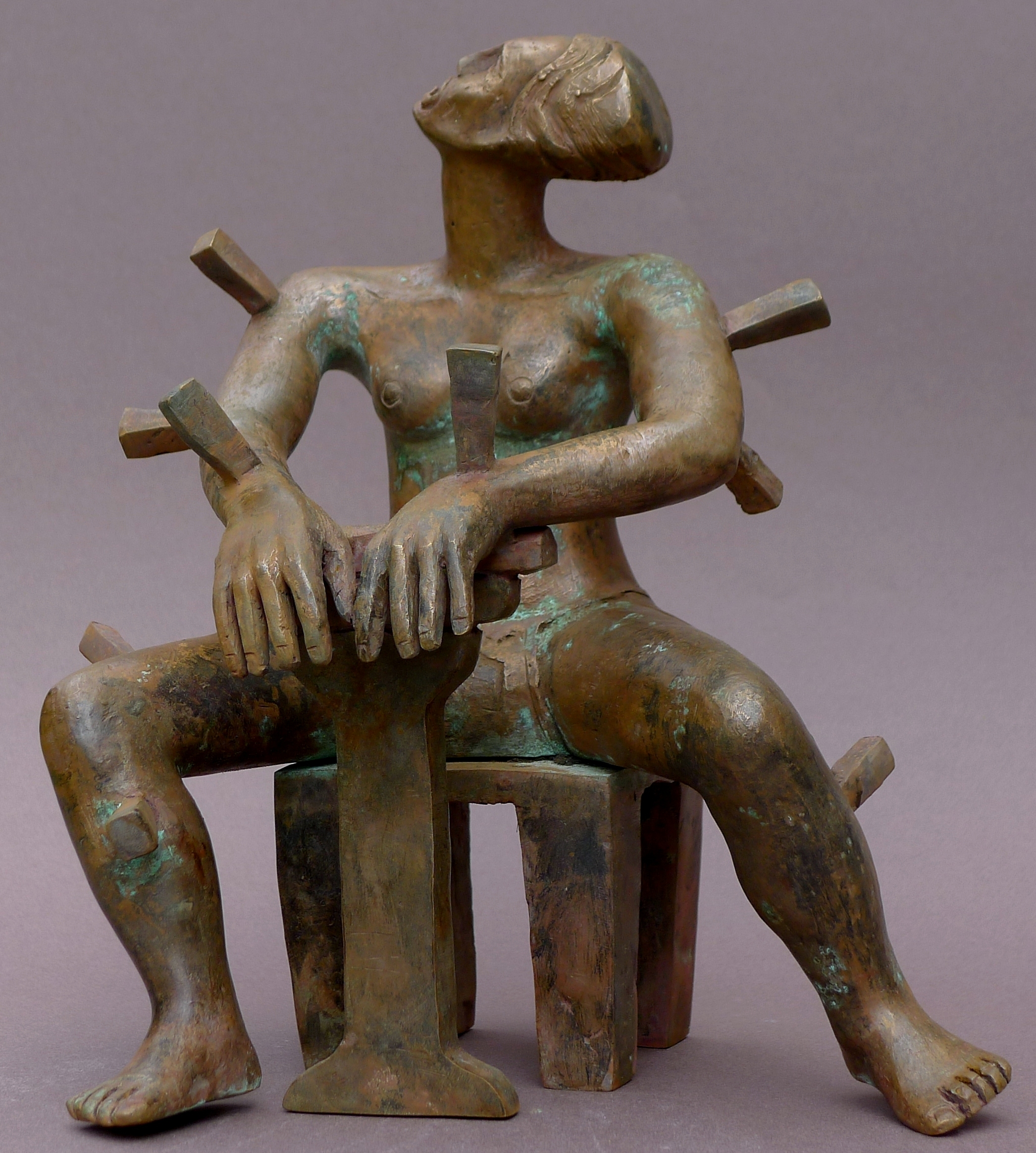
Bouc émissaire, sculpture en bronze de Chr. Jongen, 2012

Peter Sloterdijk désigne alors une telle tribu comme « utérotechnique ». Est dite utero-technique une société refermée sur elle-même, que cet enfermement soit matériel, intellectuel ou spirituel. Le confort d'une telle société est dû à la relation du même au même et maintenue par une classe de prêtres assumant la royauté. Peter Sloterdijk expose qu'un tel confort, quand il se perd, par l'introduction de nouvelles manières de produire ou plus généralement de nouvelles idées dégénère en conformisme. Il devient alors nécessaire d'expulser l'intrus, désigné par les augures, c'est-à-dire les prêtres. Le sacrifice apparaît, dans ce cadre, comme un effort pour expulser le mal de l'espace intérieur de la communauté. Elle produit un effet momentané d'extension de la sphère d'influence de celle-ci au moyen de l'établissement d'une distance symbolique, vécue comme un espace immunitaire, une distance de sécurité entre et le groupe et celui ou ceux qui en sont exclus. Les exclus sont supposés l'avoir corrompu tandis que le monde intérieur délimité par les fossés et murailles moraux est supposé pur ou intègre.
L'expulsion du bouc ou son sacrifice produisent une élimination de la tension auto-stressante endogène pendant la période précédant le sacrifice. Une péricope du Nouveau Testament décrit ce phénomène : « Que son sang retombe sur nous et sur nos enfants » (Malédiction du sang, selon Matthieu). Si, dans le contexte de la pensée de l'Ancien Testament, le sang appartient à Dieu comme siège du principe de vie, dans ce type de sacrifice, le point d'application devient tout à fait immanent. Il purifie les instigateurs du meurtre rituel. Il constate la permanence de ce phénomène dans des sociétés supposées « modernes » où le meurtre, à défaut l'expulsion, ressoude une société quand elle ne parvient pas à résoudre ses propres contradictions et se croit alors menacée par un « ennemi de l'intérieur » (exemple : l'immigration clandestine, stigmatisée comme une invasion, mais qui, parce que clandestine, ne peut être réellement dénombrée ; faute de recensement exact d'un point de vue scientifique, son importance est mesurée à l'aide d'un instrument de mesure non fiable : le fantasme de la perte d'identité)[réf. souhaitée].

### Exauguration
Le processus inverse (du monde divin au monde des hommes) est possible, soit « naturellement » (terme moderne, qui n'a évidemment pas de sens dans une cosmologie où le divin est omniprésent), soit à l'initiative des hommes ; dans ce cas, il convient de respecter des règles précises, sinon c'est une profanation (littéralement : un retour au monde profane). Ainsi, chez les Romains, une chose donnée aux dieux peut, exceptionnellement, être rendue aux hommes par une exauguration. On peut se référer à ce propos au discours de Cicéron, Pro domo : lorsque Cicéron est exilé, Clodius rase sa maison afin d'en faire un temple à Minerve (dans ce cas, le sol est consacré). Cicéron conteste cependant la régularité de cette cérémonie et veut y remédier par une exauguration.

## Martyre

### Sens dans le christianisme
Jésus de Nazareth s'est sacrifié sur la Croix pour sauver le genre humain.
L'Eucharistie catholique, la Sainte-Cène protestante, célèbrent le sacrifice, la mort et la résurrection du Christ ; c'est une action de grâce ; il est donc aussi appelé Saint-Sacrifice et « sacrifice non sanglant » (voir supra). La théologie chrétienne, néanmoins, réprouve le suicide, et tout acte de provocation conduisant autrui à nous tuer : si le martyre est saint, rechercher le martyre est au contraire un péché, voire une tentation démoniaque.

### Sens dans l'Islam
Si le sunnisme se méfie du martyre (qu'il distingue du sacrifice), le chiisme développe fréquemment une conception christique du sacrifice.

### Sens en politique
Les 6 000 compagnons de Spartacus crucifiés en 71 avant Jésus-Christ, piteux restes de sa glorieuse armée d'esclaves et de fuyards, ne sont aux yeux du pouvoir romain que des esclaves révoltés ayant reçu leur juste châtiment. L'interprétation révolutionnaire les concernant n'interviendra qu'au début du XXe siècle quand Rosa Luxemburg (1870-1919) et Karl Liebknecht (1871-1919) en feront les héros du peuple et les martyrs de la liberté sacrifiés par un État répressif, figure moderne du Moloch antique.

### Notions connexes
La tentative d'extermination (parmi d'autres groupes) des juifs durant la Seconde Guerre mondiale a été nommée « Holocauste ». Cette appellation induit que ce génocide peut être vu comme un sacrifice à la race qui serait l'entité divine du nazisme. C'est pourquoi le terme d'« holocauste » a été rejeté au profit du mot « Shoah » qui signifie « cataclysme ».
Certains suicides présentés sous forme de protestation politique peuvent être assimilés à des sacrifices : par exemple, Jan Palach lors de la Révolte de Prague ; et des bonzes se brûlant durant la guerre du Viêt Nam. On[Qui ?] peut s'interroger sur la peine de mort dans les sociétés modernes. Celle-ci, née de la loi du talion (une vie pour une vie), pourrait être vue comme un sacrifice aux mânes de la victime.

## Analyse sociologique

### Don et contre-don
Le sacrifice peut se comprendre comme un échange entre les hommes qui le pratiquent et les puissances divines qui le reçoivent. Dans les sociétés primitives, non monétaires, tout commerce suppose un échange, dons contre dons, à proportion de la situation et de la qualité des personnes engagées dans l'échange. « Do ut des », je donne pour que tu donnes, selon la formule latine bien connue. Le don n'est jamais gratuit mais s'effectue selon des codes sociaux précis et réglés par la tradition.
Il en va de même dans l'échange entre hommes et puissances divines. De même que les langues anciennes n'ont pas de mot pour désigner la « religion » en soi, comme une activité et surtout une idéologie, séparée du reste des activités humaines, le sacrifice, ou ce que nous nommons tel, est d'abord à comprendre dans le cadre plus large des règles de l'échange et du fonctionnement des relations sociales. Les dieux étant les plus puissants des êtres, la communication et l'échange avec eux sont régis par des règles certes spéciales mais qui doivent s'entendre dans un cadre plus large donc. Plus une personne est puissante et haut-placée, plus elle est censée répondre au don par un contre-don encore plus prestigieux et de plus haute valeur. On[Qui ?] offre aux dieux le meilleur parce qu'on attend en retour des dons inestimables, la pluie, de bonnes récoltes, la victoire, la paix, la prospérité, la santé.
En latin, « sacrifier » veut dire faire passer dans le monde du sacré un objet profane, généralement par une forme de destruction (mais pas nécessairement, que l'on songe aux dédicaces, objets votifs et ex-voto de toutes sortes). Cette définition peut être généralisée ; thysia, le sacrifice est un mot de la même racine que thyein (brûler) et thyo (encens, parfum). Il n'a un sens « technique » et religieux que secondairement. « Sacrifier », c'est faire monter une fumée d'agréable odeur vers les dieux, comme il est également dit dans la Bible.
Le sacrifice étant un échange, il est un partage. Une des formes est donc le repas sacrificiel où la victime est « sacrifiée » puis consommée de concert entre Hommes et Dieux, chaque partie recevant sa part, différence qui marque la séparation en le Ciel et la Terre mais aussi leur communion. Le sacrifice doit donc s'entendre comme une frontière, mais une frontière où l'on se rencontre et où l'on échange, aux dons des hommes devant répondre les dons des dieux. Dans la Bible, en Grèce antique, à Rome, tuer un animal pour la boucherie ou le sacrifier se fait de même manière ; l'acte de mise à mort est toujours sacrificiel. Après que la part des dieux a été prélevée et leur a été offerte, les hommes prennent leur part, soit pour la consommer sur place dans un grand banquet commun soit pour l'amener chez eux. Dans ces temps anciens, on mangeait rarement de la viande : on le faisait lors de fêtes qui étaient toujours « religieuses » et donc accompagnées de « sacrifices ».

### Efficacité régulatrice et apaisante
Le sacrifice apparaît comme un moyen assez efficace de supprimer une source potentielle de conflit qu'on ne sait pas résoudre.

#### Thèse girardienne

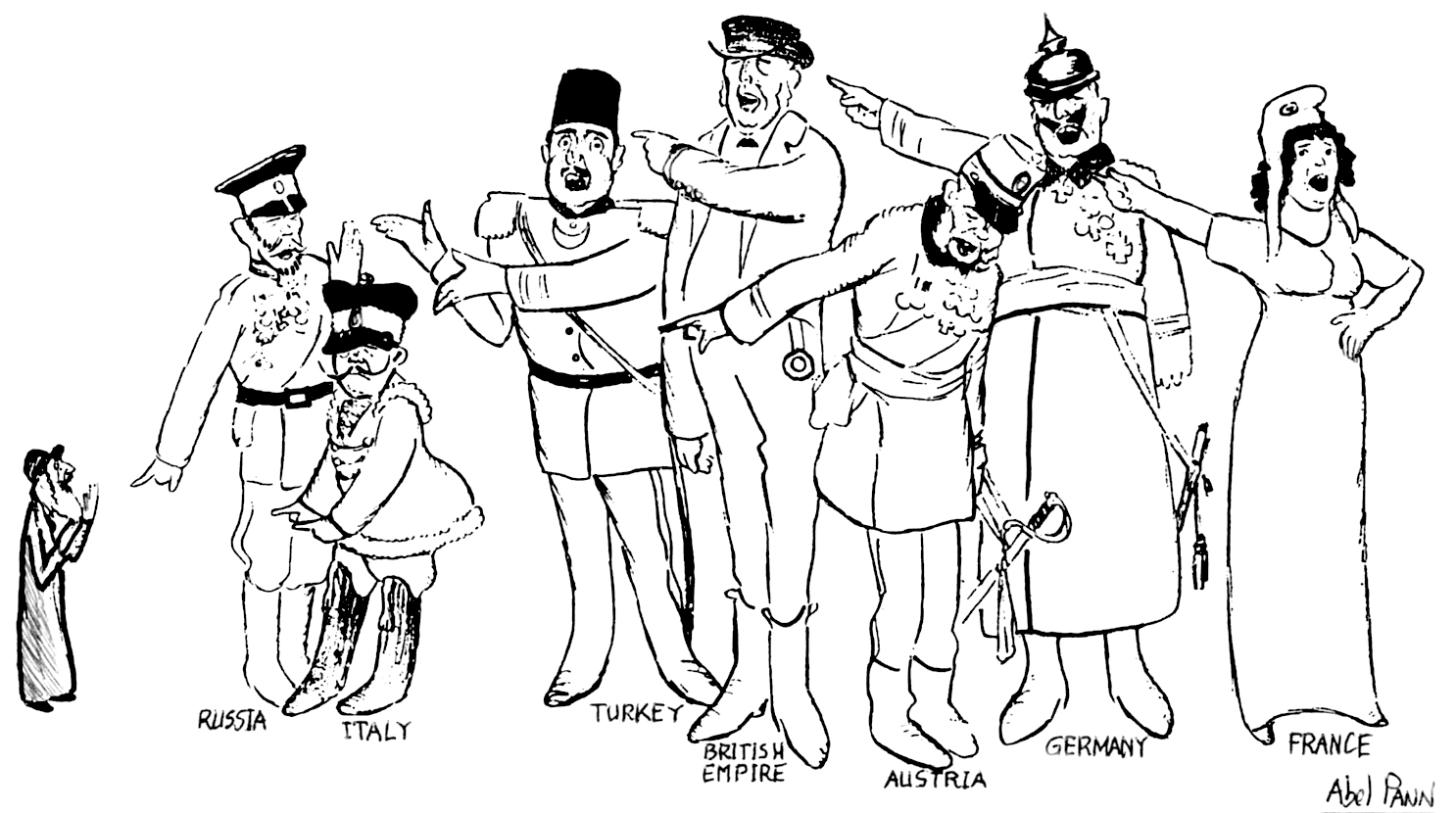
Le Juif, « Le bouc émissaire de l'Europe », dessin d'Abel Pann, 1915

Selon René Girard, toute culture locale est une clique issue du meurtre fondateur dans un système d'envie et de jalousie. Le jeu de langage central d'une telle société est, à chaque fois, l'accusation collective et univoque et la condamnation d'une victime sacrificielle qui doit assumer tout le mal et la négation aussi monotone que conséquente de sa propre responsabilité à l'égard des évolutions en cascade qui ont motivé l'éclosion de la violence. N'appartient à une culture dans ce sens du terme que celui qui participe réellement ou symboliquement au sacrifice du bouc émissaire. La victime devient alors le lien étroit de la culture qui le sacrifie.

« C'est en tant que communautés de narration et d'émotion — c'est-à-dire dans le culte — que les cultures, ces groupes de criminels enchantés par leur méfait, sont le plus elles-mêmes. C'est là où les émotions et le récit se recoupent que se constitue le sacré. […] L'objet sacrifié est ainsi placé au cœur de l'espace spirituel d'une société. […] La fusion des groupes fondée sur les émotions et les récits, les peurs et les mensonges, se trouve aussi consolidée politiquement. »

— Peter Sloterdijk, op. cit.
Ainsi, plutôt que de risquer un combat entre différentes personnes revendiquant une chose (héritiers, par exemple), il peut être (ou seulement sembler) moins nocif de dissoudre le litige en supprimant un de ses constituants. La communauté y perd, mais elle retrouve (provisoirement) une paix préférable à ses yeux, car permettant de construire d'autres choses au lieu de se battre sur les reliques. Encore faut-il ne pas se tromper.
Le choix de l'élément du conflit qui sera sacrifié est assez fondamental.
- Ce peut être l'objet du conflit (le navire d'un grand marin, l'armement d'un chef de guerre ou l'épouse d'un noble, et la légitimité au commandement qui vont avec). Les mythes nous montrent quelques exemples : Iphigénie en Aulide (sacrifice propitiatoire) ou la fille de Jethro (sacrifice eucharistique) (voir supra).
- Ce peut être aussi un des protagonistes du conflit, le moins soutenu évidemment (indépendamment des droits réels qu'il pourrait avoir sur la chose, selon les règles en usage dans la société), ou même tous les protagonistes.
- Ce peut être enfin, et même plus souvent, une chose apparemment sans le moindre rapport « naturel » avec le litige, mais dont on constate a posteriori qu'elle a été efficace pour rassembler la communauté (ce qui « prouve » son appartenance aux catégories divines : elle a une capacité d'action « surnaturelle », et son sacrifice était donc nécessaire pour remettre le monde en ordre).
  - Le code de loi religieuse peut donner la liste des objets de substitution (Voir, par exemple, Lévitique III et IV)
  - Par exemple, deux tribus kanakes ennemies jurées se sont réconciliées sur le sacrifice d'un Poindi (fils cadet de chef, traditionnellement doté d'une puissance magique comme cœur de la tribu).

Si le sacrifice fonctionne, on peut observer de sa bonne marche les règles à suivre et à ne pas suivre (notamment, pour les sacrifices humains : le comportement de la personne sacrifiée avant sa désignation, qui devra, le plus souvent, être préalablement déshumanisée pour justifier le meurtre), qui pourront être sédimentées sous forme de lois ou de caractéristiques divines, tabous, caractéristique du prochain sacrifice. En raison de ses supposées vertus apaisantes et régulatrices, le sacrifice reste une pratique très commune, même s'il est généralement associé au monde « primitif » (un passé révolu ou des peuplades « attardées »).

#### Limites et perte d'efficacité
On imagine l'avantage comparatif des sociétés capables de réellement éviter ou gérer les conflits sans être obligé de détruire les objets ou d'éliminer des humains. D'où les évolutions vers des sacrifices de plus en plus doux, limitant la destruction. Ainsi la mythologie grecque garde-t-elle en mémoire le passage du sacrifice de la bête entière à seulement les parties les moins utiles (la peau et les os). Mais surtout, plus profondément, le sacrifice n'est peut-être pas aussi efficace qu'il en a l'air. Si le conflit vient d'ailleurs, de l'état d'esprit des participants, l'élimination de l'objet du conflit ou l'élimination d'un seul participant ne change rien. On peut essayer de se rabattre sur un innocent (relatif), mais ce sacrifice ne marche plus vraiment dans le monde où le Christ a posé sa marque : le respect des perdants, des victimes[réf. souhaitée].
Aussi, selon René Girard, il y a maintenant toujours des empêcheurs de tourner en rond qui vont dénoncer le sacrifice comme inadapté au problème, et comme fausse solution à un vrai problème. L'unanimité n'est plus acquise, la règle dérivée du sacrifice est contestée, et le problème reste entier. On aura beau expulser à son tour « celui par qui le scandale arrive », un autre se lève derrière et tout recommence. Seule peut marcher une solution juste, impliquant selon cet auteur un renoncement au conflit par l'amour, non pas en refusant ou niant le conflit, mais en le résolvant réellement une fois le conflit constaté.

#### Sources
- Denys d'Halicarnasse, Les Antiquités romaines (en ligne bilingue grec/français), II, 25, 2 : un regard grec sur les mœurs romaines.
- Tite-Live, Urbe condita (en ligne en français).
- John Scheid, Res gestae divi Augusti, Hauts faits du divin Auguste, éd. Les Belles Lettres, « Collection des universités de France ».
- Francesca Prescendi Morressi, Décrire et comprendre le sacrifice : les réflexions des Romains sur leur propre religion à partir de la littérature antiquaire, thèse EPHE, 2005.

#### Études
- Marcel Detienne, Les dieux d'Orphée, Paris, Éditions Gallimard, coll. « Folio Histoire », 2007 (1re éd. 1989), 240 p. (ISBN 978-2-07-034182-5), p. 174.
- Daniel Boyarin, Mourir pour Dieu, l'invention du martyre aux origines du judaïsme et du christianisme, Paris, Bayard, 2003.
- Jean-Pierre Albert, Béatrix Midant-Reynes (éd), Le sacrifice humain, en Égypte ancienne et ailleurs, Paris, Soleb, 2005.  (ISBN 2-9523726-0-8)
- Pierre Bonnechere, Le Sacrifice humain en Grèce ancienne, Athènes-Liège, Centre international d'étude de la religion grecque antique, 1994 (Collection Kernos, suppl. 3), VII + 423 p.
- Marcel Detienne et Jean-Pierre Vernant, La Cuisine du sacrifice en pays grec, Paris, Gallimard, coll. « Bibliothèque des histoires », 1979  (ISBN 207028655X).
- René Girard, Le Sacrifice, éd. Bibliothèque nationale de France, Paris, 2003.
- Georges Gusdorf, L'Expérience humaine du sacrifice, Paris, PUF, 1948, VIII-276 p.
- Andrew Lang, Un côté négligé de la religion grecque, Études traditionnistes, vol. VI, traduit par Henry Carnoy, éd. J. Maisonneuve, Paris, 1890, p. 46-56.
- Salomon Reinach, La théorie du sacrifice, Conférence faite à l’Université populaire (1902).
- Silva, António J. M (2013), Un ingrédient du discours, discours et pratiques alimentaires en Méditerranée (vol. 1), Édilivre-Aparis, Saint-Denis,  (ISBN 9782332552082).
- Anette Laruelle, « Sacrifice, énonciation et actes de langage en droit romain archaïque », in Revue internationale des droits de l’Antiquité, XLIX, 2002 (en ligne).
- Charles Malamoud, Nguyen Thanh Thien Le champ des arts martiaux, la scène du sacrificePropos croisés sur des formes de rituels dans le monde sino-japonais et dans l’Inde, 2013.
- Patrick Tort, Théorie du sacrifice. Sélection sexuelle et naissance de la morale, Paris, Belin, 2017, 230 p.